# Huntingtons sygdom
Huntingtons sygdom (tidligere kendt som "Huntingtons chorea" (fra græsk khoreia = "dans") er en fremadskridende arvelig neurologisk sygdom (dominant nedarvning), opkaldt efter den amerikanske læge George Huntington, der beskrev den i 1872.
Sygdommen viser sig først i voksen alder. Ofte er chorea eller sanktvejtsdans et af de tidlige symptomer. I Norge kaldes den ofte setesdalsrykkja (= rykning fra Setesdalen), fordi den forekom blandt familier der og på Osterøy, sandsynligvis grundet afsondrethed, der fremmede indgifte mellem nogle få slægter. Andre steder i Norge samsvarer forekomsten af Huntington med resten af Europa. Patienterne udvikler rykninger, motoriske problemer og hukommelsestab. De får svært ved at spise, fordi de ikke rigtig kan lukke luftrøret. De psykiske symptomer vil som regel vise sig før de neurologiske. Både rykninger, humørsvingninger og vredesudbrud kan dæmpes med medicin, men bivirkningerne får mange til at vægre sig. Huntington har 50 % risiko for arvelighed. Går man fri, fører man heller ikke sygdommen videre; men arver man genet, vil sygdommen bryde ud. Med en blodprøve kan man teste for tilstedeværelse af genet for Huntingtons chorea i familier med sygdommen.
Forekomsten af neurodegenerative lidelser, såsom Alzheimers sygdom, Parkinsons sygdom og Huntingtons sygdom (HD) er i stigning. Mens ætiologier for disse lidelser er forskellige, er en række fælles mekanismer, der ligger til grund for deres neurodegenerative komponenter, blevet belyst, nemlig neuroinflammation, excitotoxicitet, mitokondriel dysfunktion og reduceret trofisk støtte, som alt sammen for Huntingtons sygdom kan føres tilbage til mutationer i proteinet huntingtin, oftest en ekstension af en række tripletter kodende for glutamin, jvf. PolyQ-sygdomme.
Nuværende behandlinger fokuserer på behandling af symptomer, og søger at forsinke sygdomsudviklingen. Der findes foreløbig ingen helbredende behandling.
Woody Guthrie led af Huntington, men blev diagnosticeret med både alkoholisme og skizofreni, inden det blev opdaget, at han havde arvet Huntington fra sin mor. Af hans otte børn med tre kvinder døde to af børnene af samme sygdom i en alder af 41 år. En søn forulykkede, inden det blev klart, om han også havde arvet sygdommen.